# ティム・アガバ
ティム・アガバ（Tim Agaba、1989年7月23日 - ）はプロD2のUSカルカソンヌに所属するラグビーユニオン選手。

## プロフィール
- ウガンダ・カンパラ出身[1]。
- ポジションはフランカー(FL)、ナンバーエイト(No.8)。
- 身長 193cm、体重 106kg
- リオ五輪の7人制南アフリカ代表に選ばれ[2]銅メダル獲得。

## 略歴
イースタン・プロヴィンス・キングス、ブルー・ブルズを経て、2018年、ブルズに加入。
2021年、USカルカソンヌに加入。